# Liste der Kulturdenkmäler in Görgeshausen
In der Liste der Kulturdenkmäler in Görgeshausen sind alle Kulturdenkmäler der rheinland-pfälzischen Ortsgemeinde Görgeshausen aufgeführt. Grundlage ist die Denkmalliste des Landes Rheinland-Pfalz (Stand: 21. Dezember 2021).

## Einzeldenkmäler
| Bezeichnung        | Lage                                                       | Baujahr                         | Beschreibung                                                             | Bild                           |
| ------------------ | ---------------------------------------------------------- | ------------------------------- | ------------------------------------------------------------------------ | ------------------------------ |
| Scheune            | Grabenstraße, zu Nr. 8 Lage                                |                                 | Fachwerkscheune                                                          | Fotos hochladen                |
| Wohnhaus           | Grabenstraße 9 Lage                                        | 18. Jahrhundert                 | Fachwerkhaus, teilweise massiv und verputzt, 18. Jahrhundert             | Fotos hochladen                |
| Wohnhaus           | Grabenstraße 12 Lage                                       | 17. Jahrhundert                 | Fachwerkhaus, teilweise massiv, 17. Jahrhundert                          | Fotos hochladen                |
| Heiligenhäuschen   | nordöstlich des Ortes an der K 164; Distrikt Buschhöh Lage |                                 | Mauerblock mit rundbogiger Nische                                        | Fotos hochladen                |
| Görgeshäuser Mühle | südlich des Ortes im Hambachtal Lage                       | 18. oder frühes 19. Jahrhundert | Krüppelwalmdachbau mit Fachwerkgeschoss, 18. oder frühes 19. Jahrhundert | weitere Bilder Fotos hochladen |

## Ehemalige Kulturdenkmäler
| Bezeichnung | Lage                 | Baujahr         | Beschreibung                                                                                 | Bild                           |
| ----------- | -------------------- | --------------- | -------------------------------------------------------------------------------------------- | ------------------------------ |
| Wohnhaus    | Auf dem Berg 1a Lage | 17. Jahrhundert | Fachwerkhaus, teilweise massiv, wohl noch aus dem 17. Jahrhundert; aus Denkmalliste gelöscht | weitere Bilder Fotos hochladen |